# Lijst van naamdagen - juni
Hieronder staan de naamdagen voor juni.
| Dag     | Heilige                                                                           | Voornaam |
| ------- | --------------------------------------------------------------------------------- | --- |
| 1 juni  | Justinus Pamfiel Ronan Theobald Ko(e)nr(a)ad van Trier                            | Just, Justen, Justijn, Justin, Justine, Justy Pamphyle Roan Dietbald, Thibaud, Tibbolt Conrad, Koen(raad)                                                                       |
| 2 juni  | Marcellinus Petrus (van Rome) Erasmus Blandina Eugeen I                           | Marcel, Marcella Peter, Pierre Elmo, Ermo Blandine, Digna, Dina Eugène, Gene, Ywein                                                                                             |
| 3 juni  | C(h)lotilde Carolus Lwanga Paula Kevin Johannes XXIII                             | Clotilde, Tilda Carlos, Charlie, Karlijn, Lotte Pol Kevin Jan, Jana, Han, Hannes                                                                                                |
| 4 juni  | Franciscus Caracciolo Quirinus                                                    | Frank Corijn, Kora, Quirin |
| 5 juni  | Bonifatius Valeria Dorot(h)eus Marcia(nus) (van Egypte) Igor                      | Bonifaas, Faas Valerie, Valeska Dora, Dorothea, Dorus Marscha, Marsha, Marshia Igor, Ingwar, Ingwer                                                                             |
| 6 juni  | Norbertus van Gennep Bertrand Candida Gilbert Claudius Marcellin(us) Champagnat   | Norbert, Norbrecht, Norry Berthe, Bertram, Bertrand Candide Gijs, Gijsbrecht, Gilbert Claude, Claus Marcelline                                                                  |
| 7 juni  | Anna v St-Bartholomeüs Maria-Theresia de Soubiran Wulphy van Rue                  | Anaïs, Ann, Anna, Annelyn, Annick, Anou(c)k, Nancy, Nina Marie-Thérèse Ubbo, Ubo                                                                                                |
| 8 juni  | Medardus Godard Armand Melanie de Oudere                                          | Médard Godehard, Godhart, Gowart, Gowaart Armand, Armande, Armandine, Arminda Malani, Málani, Malinska, Melanie, Mélanie, Melannie, Melina, Melinda, Milly                      |
| 9 juni  | Efrem Feliciaan Columba van Iona                                                  | Jefrem Feliciana, Félicien, Félicienne Columba |
| 10 juni | Aster Landerik Ward Poppe Oliv(i)a Diana d'Andalo Amata van Bologna               | Ester, Hester Landry Ward, Warden, Warre Olivia, Oliva, Olive Dayenne, Dia, Diana, Diane, Dianelia, Dianne, Diantha, Dianthe Aimée, Amaya, Amy, Maite                           |
| 11 juni | Barnabas Aleidis van Schaarbeek Flora (van Villenueve) Rembert(us)                | Barnabé, Barnaby Adèle, Adelheid, Alicia Fleur, Floor, Flore, Flori, Florette Rembert, Remco, Remko                                                                             |
| 12 juni | Oldulf van Oirschot Leo III Guido (Vagnotelli) Helena van Polen Cunera            | Alef, Nolf, Olaf, Olef, Olof, Odolf Leo, Leona, Léon, Lionel Guido, Guy, Gwij, Gwijde, Widi, Wido Helena, Jolenta, Jolanda, Yolanda, Yolencia Cuneke, Kiet, Kniertje, Kunera    |
| 13 juni | Antonius van Padua Rambert Odwi(j)n                                               | Anton, Antonie, Antonius, Antoon, Teun, Tonia, Tonus, Tony, Toon Bertram, Ragnebert Odwin, Owin                                                                                 |
| 14 juni | Valere Anastaas Hartwig Rufin Eliseüs Digna Lidwina                               | Valeria, Valerie Anastasia Herwig Rufin, Rufina, Griffin Elise, Lisa Digna Dwin, Leddie, Lidwien, Lidwin, Lidwine, Lidy, Liedewei, Liedewij, Ludwien, Ludwijn, Ludwine, Lydwine |
| 15 juni | Germaine Cousin Abraham Vitus Landelinus                                          | Germaine, Germana Abraham, Bram, Bramine Gudo, Gui, Guido, Guiloise, Guy, Guyon, Vito, Widodo, Wietse Landelijn, Landeline, Landine                                             |
| 16 juni | Lutgart Benno Juli(e)tta Cyricus Ferreolus van Besançon                           | Luikje, Luitgard, Luitje, Lukie, Lutgard, Lutgarda, Lutgarde, Lutgardis, Lutgerd, Lulu Benine, Benjo, Bense Juliette Ciro Ferriolus, Ferril                                     |
| 17 juni | Hervé Reinier Manuel Gondulf Salomo                                               | Harvey Rainer, Rainier, Regnier, Reinier Manu, Manuel Gundo Salomon, Seulaïman, Seulaman, Seulayman, Sliman, Suleyman                                                           |
| 18 juni | Leontius Marina Gregoor Elisabeth Marcelliaan Alena van Dilbeek                   | Leontine Marijn, Rina Gregoor, Gregory Alice, Arlette, Elisabeth, Elise, Ilse, Lies, Liesbeth, Lisa Marcellien Alena, Alène, Helena                                             |
| 19 juni | Julia(na) Falconieri Odo van Kamerijk Remi(gius) Isoré                            | Julia, Julienne, Gill, Liane Audo, Oda, Odon Remeis, Remi, Remy, Remigius |
| 20 juni | Silveer Florentina Benigna van Wroclaw Adalbert van Maagdenburg Novatus van Rome  | Silveer, Sylvère Florentijn, Florentine Beninga, Bénigne Adalbert, Adelbert, Albert, Albrecht, Brecht Novak                                                                     |
| 21 juni | Aloïs Gonzaga Albaan Martinus van Tongeren Terentius van Iconium Neven van Rennes | Alois, Aloïs, Aloys, Elois, Gino, Wies Albaan, Aubain Maarten, Marthe, Martien, Martijn, Martinus, Tinus Terence Nevin, Nivin                                                   |
| 22 juni | Paulinus van Nola Thomas More John Fisher Lambert Eberhard van Biburg             | Paulijn, Paulina Maas, Thomas, Thomasia, Tom, Tomi, Tommy Jean, John Lambert, Lampert Everard, Everardus, Evert, Ewart, Jorrit, Jort                                            |
| 23 juni | Ethel(d)reda Marie van Oignies                                                    | Audrey Manon, Maria, Marije, Marijke, Mariska, Marja, Mary, Miep, Mies, Miet, Rita, Riet                                                                                        |
| 24 juni | Johannes de Doper Theodulf Ivan Rombout                                           | Hanna, Hannes, Jan, Joan, Johan Jane, Jens, John, Joke, Joop, Gianni, Sean Detlef Iwan, Ivan Rombout, Romy, Rumold                                                              |
| 25 juni | Adelbert van Egmond Eleonora Wilhelm                                              | Bert, Brecht Leonora, Ellen, Léonore, Leora, Noor, Nora Billy, Liam, Wim, Willem, Willy                                                                                         |
| 26 juni | Jan Paul David Baboleen Josemaría Escrivá Vigilius                                | Jan, Johan(nes) Paul, Polle Dave, David, Davida, Davy Bavo José, Josse, Josyne Giel, Vigil                                                                                      |
| 27 juni | Cyriel Ferdinand van Aragón Ladislas                                              | Cyril, Cyrille Ferdy, Ferre, Nand Lacy, Ladi, Laslo, Lazlo, Vildana, Vladislav, Vladislava                                                                                      |
| 28 juni | Ireneüs van Lyon Marcella Paulus I                                                | Ireen, Irenea, Irénée, Irène, Reni Celia, Ceel, Marcella, Marcelle Paul, Pol |
| 29 juni | Petrus Paulus Hemma (van Gurk)                                                    | Peter, Petra, Piet, Pieter, Pierre Pablo, Paul, Paula, Paulot Emma, Emmy |
| 30 juni | Adilia van Orp Luci(a)na Martiaal Erentrud van Nonnberg Theobaldus van Provins    | Lia Lucienne, Lucina, Lucinda, Lucinde, Lucyna Marsau Erna Teewis, Theo, Thibaud, Thibault, Tibbe                                                                               |

januari · februari · maart · april · mei · juni · juli · augustus · september · oktober · november · december